# Крякино
Крякино — запустевшая деревня в Невельском районе Псковской области России. На карте 2010 года обозначена как урочище Крякино.

## История
Деревня была упразднена решением Псковского облисполкома в 1987 году. До этого входила в Лобковский сельсовет Невельского района.

## География
Находилась в 4 верстах к северо-востоку от современной деревни Лобок и примерно 17 верстах к югу от города Невель.